# Карло Еміліо Ґадда
Карло Еміліо Ґадда (італ. Carlo Emilio Gadda; 14 листопада 1893, Мілан — 21 травня 1973, Рим) — італійський письменник, інженер-електротехнік за освітою.
Мати — родом з Угорщини. У шістнадцятирічному віці втратив батька. Сім'я опинилася в скрутному становищі, проте мати щосили намагалася зберегти видимість благополуччя (конфлікт, не раз відтворений потім в прозі письменника). Навчався в Міланському політехнічному університеті. Учасник Першої світової війни, втратив брата, який загинув на фронті, потрапив у полон, був в таборі під Ганновером. Повернувся на батьківщину в 1919, закінчив університет. Багато років працював інженером-електротехніком (1920—1935), в тому числі — три роки в Аргентині. З 1940-х займався літературою, виступав по радіо.

## Творчість
Необарочний письменник-експериментатор, майстер стилізації і пародії, створив власну макаронічну мову-пастиш, насичену діалектизмами, жаргонними слівцями, цитатами з латинських та італійських класиків, солоним просторіччям. Найвиразніший в цьому плані його кримінальний роман «Дуже неприємна пригода на вулиці Мерулана» (1957), в якому блискуче розвиває мовні ігри Рабле і Джойса.